# Ніктагінові
Нічноцвіті, ніктагінові (Nyctaginaceae) — родина квіткових рослин, котра містить близько 30 родів і приблизно 300 видів, поширених в тропіках і субтропіках.

## Опис
Дерева, чагарники і трави, ліани (іноді, в Pisonia), мезофіти. Листки чергові (іноді), або протилежні, черешкові, щоб сидячі. Листова пластинка проста, трав'яниста або злегка м'ясиста, краї цільні. Суцвіття в основному термінал, рідше пахвові, в парасольках або мутовках, іноді 1-квіткові, або розташований пучком, часто групуються в волоті; приквітки часто непомітні, іноді утворюють чашолисткоподібні обгортки, або великі, яскраво пофарбовані. Квітки двостатеві, рідко одностатеві або полігамні, актиноморфні. Фрукти без м'якуша, сім'янкоподібні, укладені наполегливою оцвітиною, ребристі або крилаті, часто залозисті. Насіння 1.

## Поширення
Близько 30 родів і 300 видів: тропіках і субтропіках, головним чином у тропічній Америці.

## Використання
Mirabilis extensa використовується в їжу. Mirabilis jalapa вирощують як декоративні рослини, як і види Bougainvillea glabra, Bougainvillea spectabilis, і численні гібриди.

## Галерея

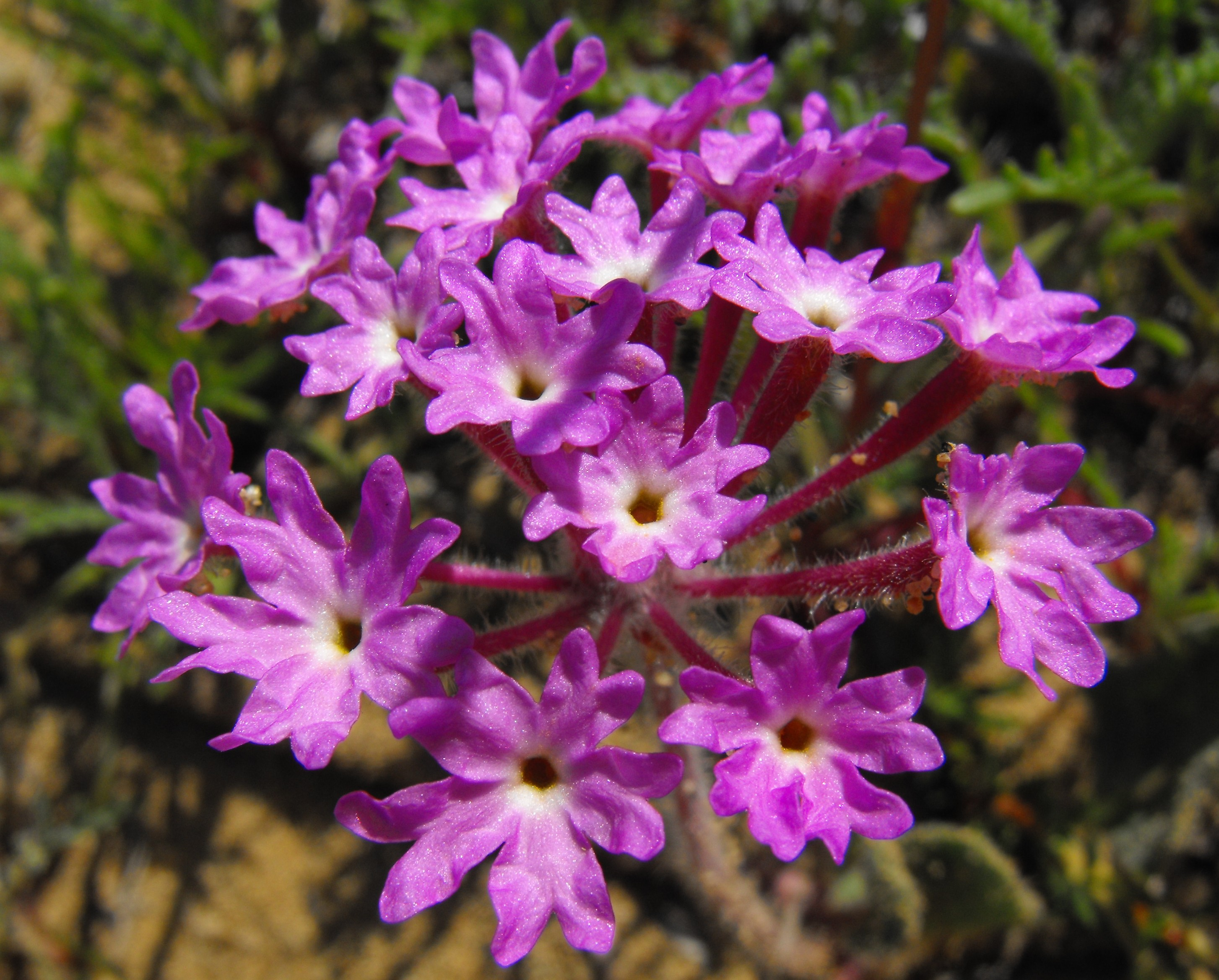
Abronia umbellata
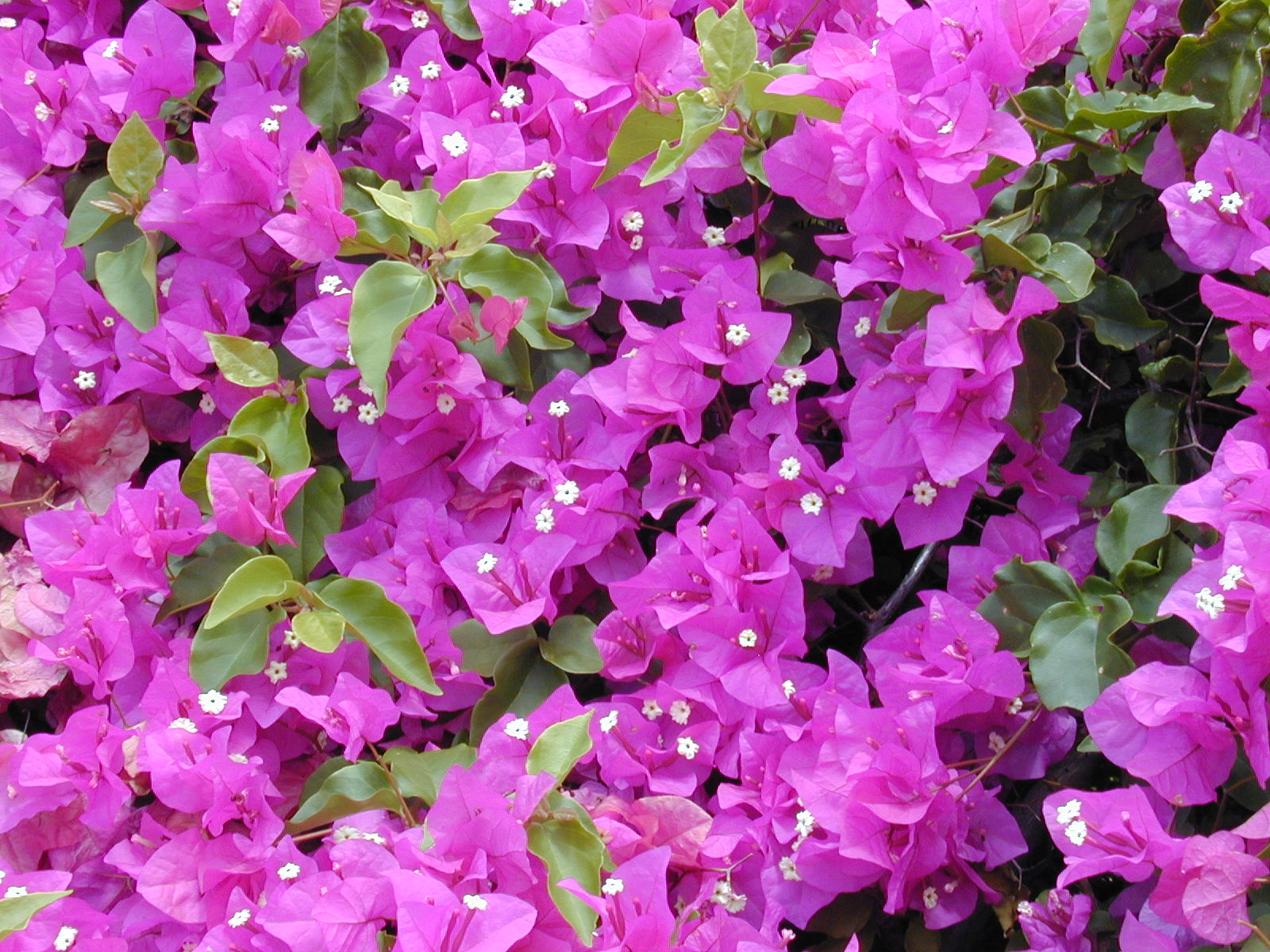
Bougainvillea spectabilis
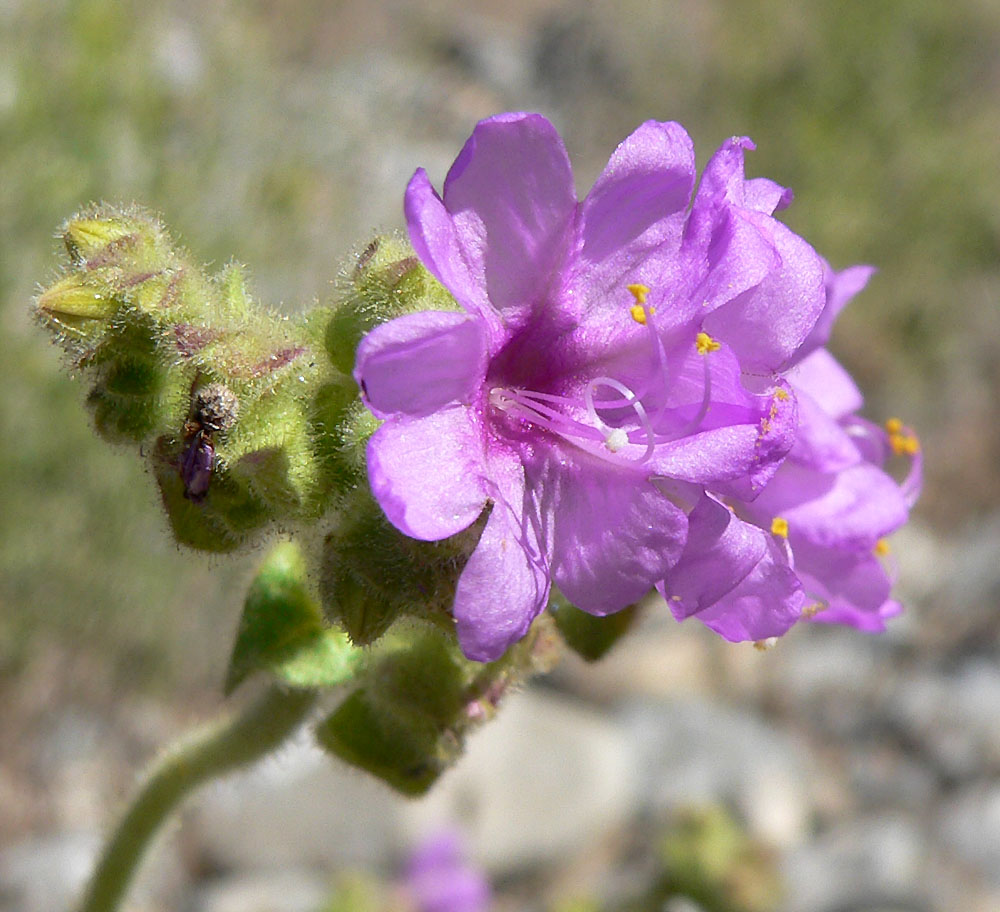
Mirabilis albida
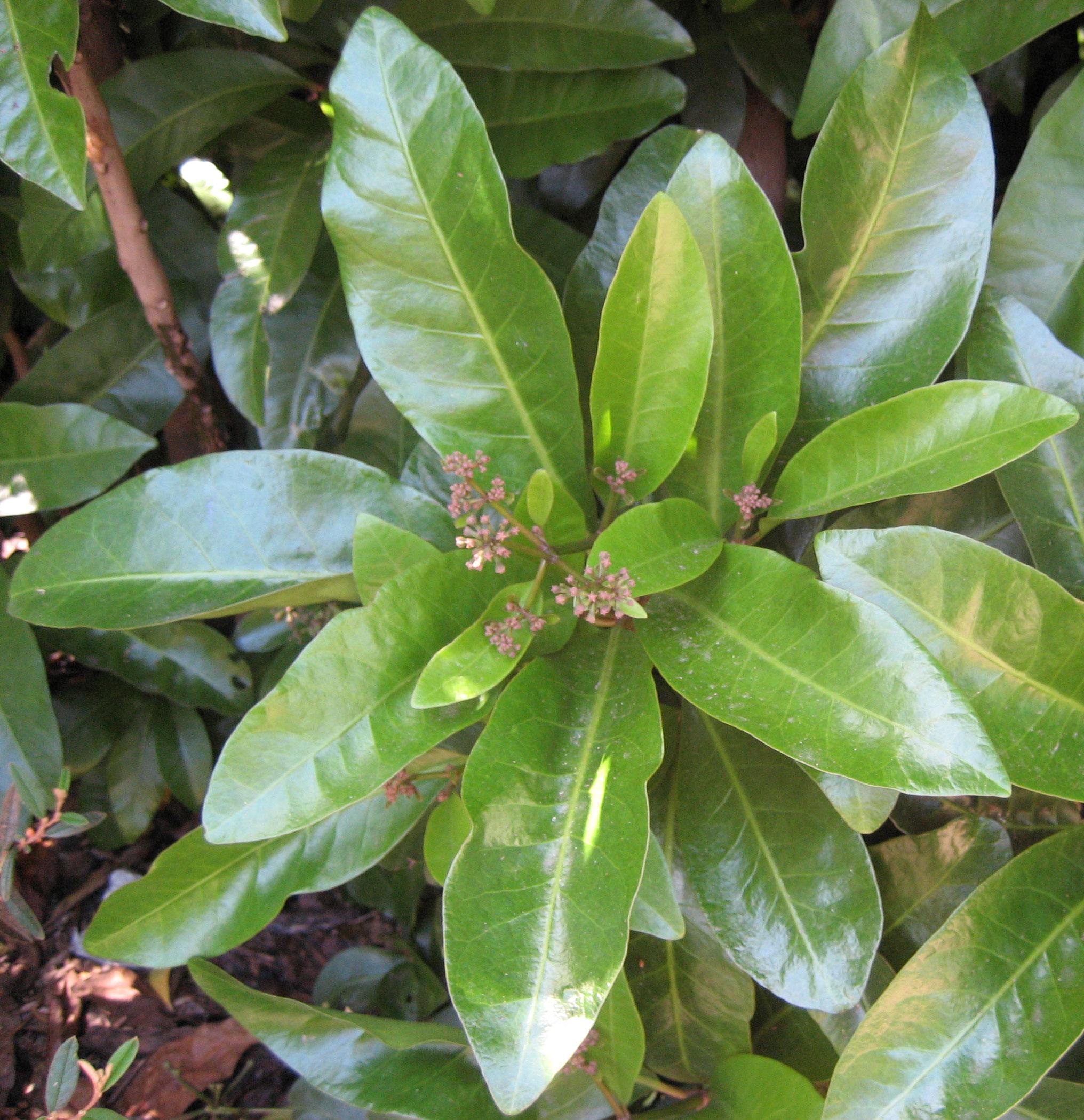
Pisonia brunoniana
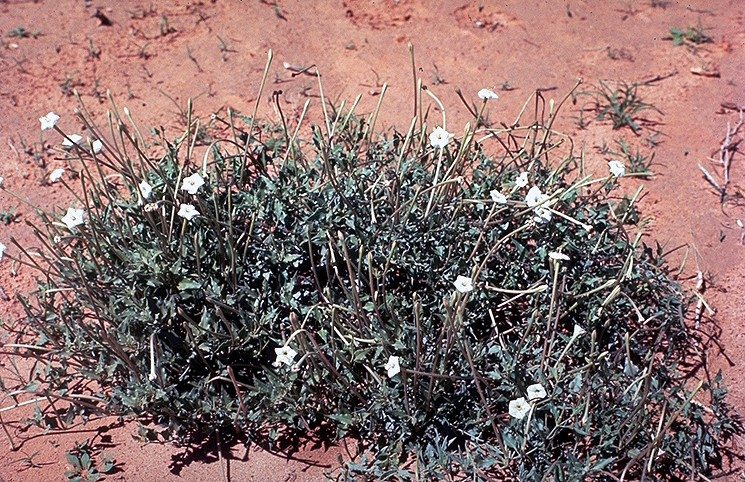
Acleisanthes longiflora
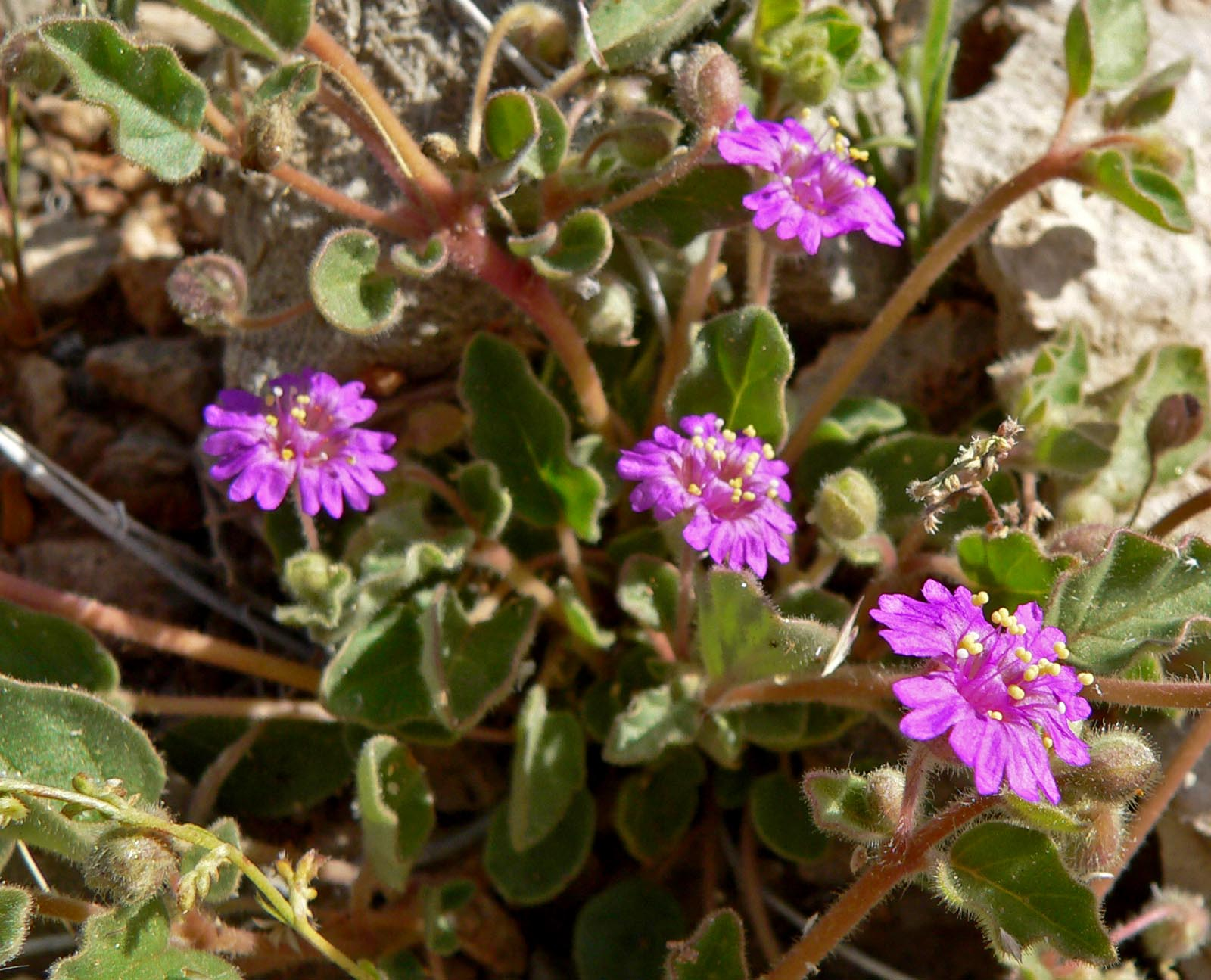
Allionia incarnata
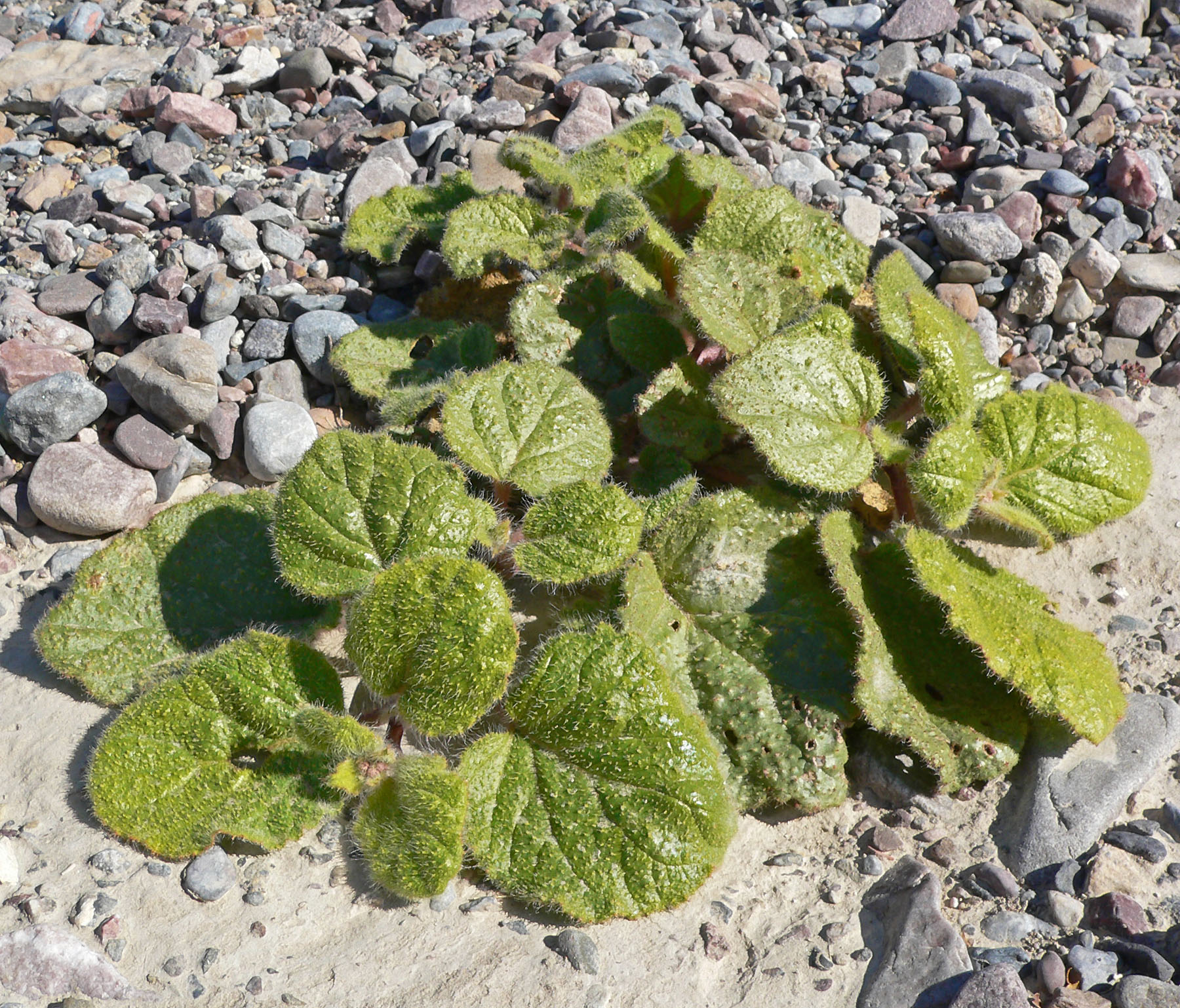
Anulocaulis annulatus
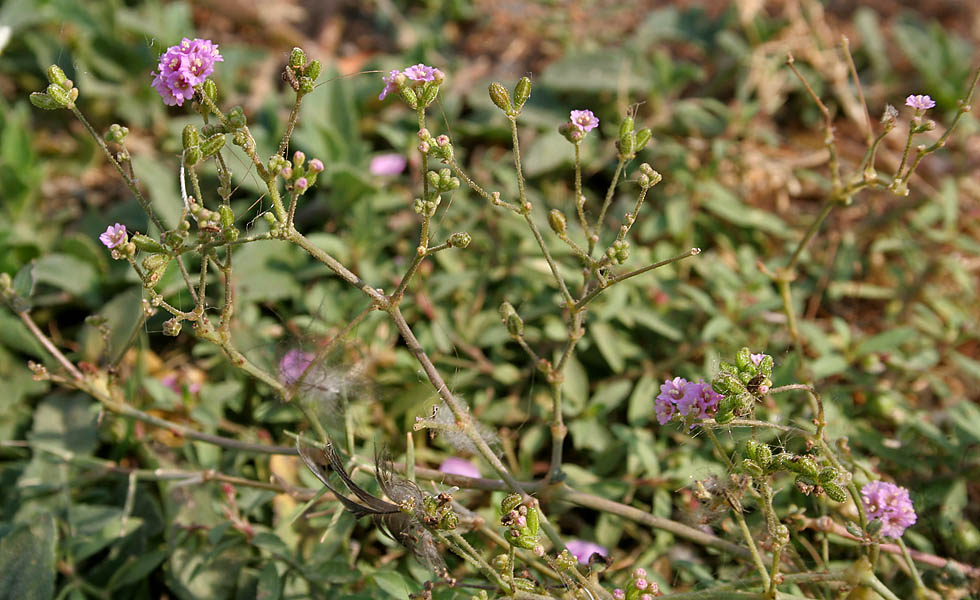
Boerhavia diffusa